# Aettenschwil

Luftbild von Aettenschwil, 1953.

Aettenschwil ist ein Ortsteil der Gemeinde Sins (ehemals Meienberg) im äussersten Südosten des Kantons Aargau in der Schweiz.
Die Dorfschaft Aettenschwil setzt sich zusammen aus dem Dorf Aettenschwil und den Höfen Genikon (Huobhof), Vorderbrand, Wund und Ecknau (Winterhalden). Seit 1800 bildet Aettenschwil einen Teil der Gemeinde Meienberg (Sins). Aettenschwil wurde erstmals 1179 als Agetiswilare erwähnt. Der erste Teil des Namens dürfte auf den Personennamen «Agateus» zurückzuführen sein, während der zweite Teil Landgut oder Hof bedeutet.

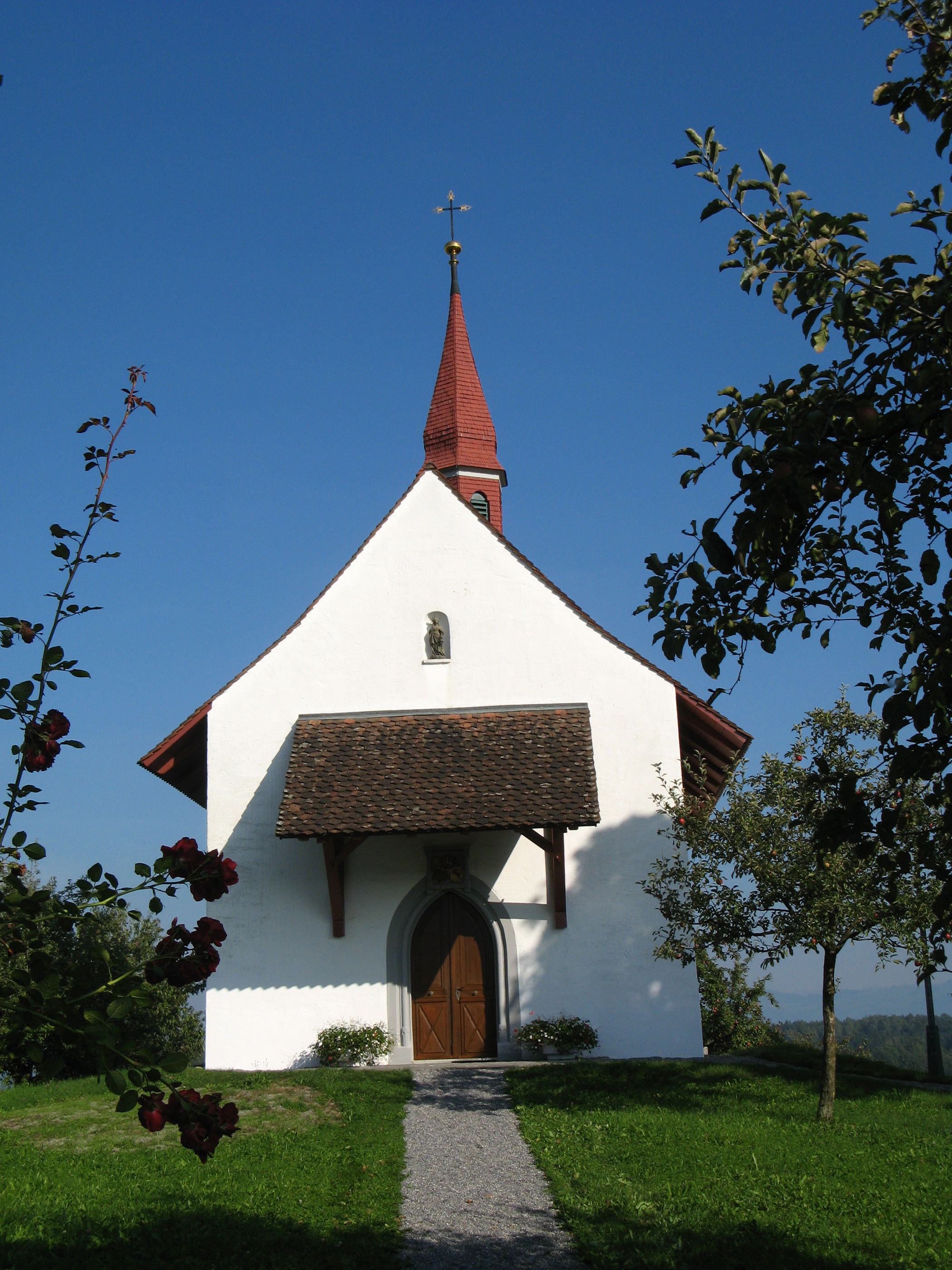
Kapelle St. Verena

Auf dem Bühl im Nordwesten von Aettenschwil steht die Verenakapelle.

## Geschichte
Zwischen 1160 und 1179 erwarb das Kloster Muri den Bühlhof und die Verenakapelle. Dieser Besitz wurde später noch durch geringe Einkünfte in Ecknau vervollständigt. Ein 9 Mütt (1 Mütt = ca. 37 kg Kernen) Korn und Hafer abwerfendes Gut war noch 1425 Mannlehen der Herren von Heidegg an Einheimische. Der Hof Genahove war ein Mannlehen der Herrschaft Reussegg. Eine nicht unbedeutende Vogtei im Dorf Aettenschwil und im Hof Genikon gehörte zur Herrschaft Reussegg. An Vogteiabgaben leisteten Aettenschwil 1 Stuck (= ein mittelalterliches Werteinheitsmass = 4 Viertel Kernen - 1 Viertel = 22 Liter -) Getreide und 67 Pfund (Geldeinheit - 1 Pfund = 20 Schillinge) und Genikon 2 3/4 Stuck Getreide und 43 Pfund.
Noch um 1306 (Habsburger Urbar) waren die Habsburger Inhaber der gesamten Gerichtsgewalt (Zwing und Bann) in Aettenschwil. Im Verlaufe des späteren 14. Jahrhunderts gelangte die niedere Gerichtsbarkeit, vermutlich gestützt auf die Vogteirechte, an die Herrschaft Reussegg. Unter Missachtung des Widerstandes der Bewohner des Amtes Meienberg bestätigte Luzern nach 1415 diesen Zustand. Nach dem Übergang des Amtes Meienberg an die sechs Orte 1425 wurde dieses luzernische Zugeständnis jedoch wieder rückgängig gemacht. Aettenschwil bildete während der eidgenössischen Zeit eindeutig einen Bestandteil des landesherrlichen Niedergerichtsbezirks des Amtes Meienberg.
Seit jeher gehörte Aettenschwil zur Grosspfarrei Sins. Der Zehnt zu Aettenschwil scheint verhältnismässig spät, vermutlich Ende des 14. Jahrhunderts, als Laienzehnt vom Kirchensatz getrennt worden zu sein. Das Recht wurde 1430 von Thomas, Hans und Dorothea Falkenstein an den Luzerner Walter von Moos verkauft und ging dann käuflich ins Eigentum zuerst von Luzernern (Schnyder, Iberg und Hasfurter), später an die Urner Landsleute von Werner Imhof und Püntner über.
Die Dorfgemeinde Aettenschwil als Körperschaft wird erst 1690 erwähnt.